# Krimkhanatet
Krimkhanatet var ett krimtatariskt khanat som uppstod på Krimhalvön i och med uppdelningen av Gyllene horden år 1430 och bestod fram till den ryska erövringen 1783. Dess huvudstad var Bachtjysaraj.

## Historia
Samtidigt med andra folkslag hade stammar av turkfolk, som tillsammans med mongoliska stammar utgör grunden till vad som idag är krimtatarer, levt runt halvön sedan hunnernas tid. Under 1200-talet etablerade dessa sig i de norra och centrala delarna av halvön. Bland dessa turkfolk fanns en liten befolkning karaimer som främst levde kring fortet Çufut Qale (även Qırq Yer). Islam etablerades på halvön år 1315. 
Då Gyllene horden försvagats efter förlusten mot Timur Lenk år 1395, började turkfolken på halvön sträva efter självständighet. År 1428 kom Haci Giray, en ättling till Djingis khan tillika pretendent till Gyllene hordens tron, till Krim från sin exil i Litauen och hade 1430 tagit makten över turkfolken på halvön. Sedan ett långt krig för Krims oberoende förts kunde Haci Giray upprätta ett eget rike, år 1441 eller 1443. Han flyttade sitt residens från Çufut Qale och han och hans efterföljande regerade Krimhalvön och dess omgivningar (med undantag för några genuesiska besittningar) från Bachtjysaraj på centrala Krim.
De genuesiska handelsstäderna på halvön erövrades år 1475 av den turkiske generalen Gedik Ahmet Pascha, under sultan Mehmed II regering, och den krimske khanen Meñli I Giray, som hoppats kunna bevara sin självständighet, fördrevs. Krimkhanatet tvingades acceptera osmansk suzeränitet och från och med 1478 var de krimska khanerna nominellt underställda såsom vasaller till Osmanska riket. Mengli Giray kom senare åter till makten sedan han erkänt vasallskap till sultanen, accepterat att betala tribut och att mobilisera på sultanens begäran. Sålunda var krimtatarerna åren 1497-1498 på osmansk begäran behjälpliga vid besegrandet av de polska trupper som trängt in i Moldavien. 
År 1502 besegrade Krimkhanatet den siste khanen av Gyllene horden, vilket beredde vägen för Tsarrysslands erövringar av Kazankhanatet (1552) och Astrachankhanatet (1556). Krimkhanatet lär ha hjälpt den framtide osmanske sultanen Selim I att 1511 få en postering som provinsguvernör, vilket banade väg för hans trontillträde året därpå, och gav honom därtill trupper för hans expansionskrig. 
År 1569 anföll khanatet Astrachan, som då stod under rysk överhöghet. År 1571 ledde Mohamed Khairi på order av khan Devlet I Giray en krimtatarisk hord i en räd norrut mot Ryssland och Moskva plundrades; man lät bränna staden, avkrävde den ryske tsaren tribut och lär ha tagit 100 000 fångar. Slavhandeln på Krim gynnades av dessa räder i flera sekel. Under 1500- och 1600-talen företogs vidare räder in i Lillryssland och sammanlagt uppemot två miljoner rekryter och krigsfångar togs tillbaka till Krim; dessa räder motstods i stort av zaporogerna (även kallade Zaporozjekosackerna; bosatta runt staden Zaporizjzja). År 1578 understödde krimtatarerna den osmanska armén i kriget mot Persien. 
Under 1600-talet blev Ryssland allt mäktigare och år 1678 hade halvön inneslutits av ryska trupper; år 1697 erövrades Perekop. År 1736 invaderades halvön av ryssarna och Bachtjysaraj förhärjades. Den osmanska dominansen över krimkhanerna varade fram till 1774 då turkarna efter det rysk-turkiska kriget 1768-1774 tvingades avsäga sig makten över halvön i freden i Kutschuk-Kainardji.
Efter att de besegrats av Aleksandr Suvorov år 1777 kom krimkhanerna under rysk överhöghet. Den ryska inflyttningen av kristna ryssar, ukrainare, greker och armenier till Krim ledde till ekonomisk kollaps och inbördeskrig mellan khanerna. År 1783 annekterades Krim av Katarina II, "från och med nu och för all framtid"; detta erkändes av Osmanska riket i freden i Jassy 1792 (1791 enligt julianska kalendern).

## Regentlängd
| Regeringstid                 | Khanens namn                    | Noter                           |
| ---------------------------- | ------------------------------- | ------------------------------- |
| cirka 1427 eller 1441 - 1456 | Haci I Giray                    | Första regeringen               |
| 1456                         | Hayder                          |                                 |
| 1456-1466                    | Haci I Giray                    | Andra regeringen                |
| 1466-1467                    | Nur Devlet                      | Första regeringen               |
| 1467                         | Meñli I Giray                   | Första regeringen               |
| 1467-1469                    | Nur Devlet                      | Andra regeringen                |
| 1469-1475                    | Meñli I Giray                   | Andra regeringen                |
| 1475-1476                    | Nur Devlet                      | Tredje regeringen               |
| 1476-1478                    | Dynastin tillfälligt fördriven. | Dynastin tillfälligt fördriven. |
| 1478-1515                    | Meñli I Giray                   | Tredje regeringen               |
| 1515-1523                    | Mehmed I Giray                  |                                 |
| 1523-1524                    | Ğazı I Giray                    |                                 |
| 1524-1532                    | Saadet I Giray                  |                                 |
| 1532                         | İslam I Giray                   |                                 |
| 1532-1551                    | Sahib I Giray                   |                                 |
| 1551-1577                    | Devlet I Giray                  |                                 |
| 1577-1584                    | Mehmed II Giray                 |                                 |
| 1584                         | Saadet II Giray                 |                                 |
| 1584-1588                    | İslam II Giray                  |                                 |
| 1588-1596                    | Ğazı II Giray                   | Första regeringen               |
| 1596                         | Fetih I Giray                   |                                 |
| 1596-1607                    | Ğazı II Giray                   | Andra regeringen                |
| 1607-1608                    | Toqtamış Giray                  |                                 |
| 1608-1610                    | Selamet I Giray                 |                                 |
| 1610-1623                    | Canibek Giray                   | Första regeringen               |
| 1623-1628                    | Mehmed III Giray                | †                               |
| 1628-1635                    | Canibek Giray                   | Andra regeringen                |
| 1635-1637                    | İnayet Giray                    |                                 |
| 1637-1641                    | Bahadır I Giray                 |                                 |
| 1641-1644                    | Mehmed IV Giray                 | Första regeringen               |
| 1644-1654                    | İslam III Giray                 |                                 |
| 1654-1666                    | Mehmed IV Giray                 | Andra regeringen                |
| 1666-1671                    | Adil Giray                      |                                 |
| 1671-1678                    | Selim I Giray                   | Första regeringen               |
| 1678-1683                    | Murad Giray                     |                                 |
| 1683-1684                    | Hacı II Giray                   |                                 |
| 1684-1691                    | Selim I Giray                   | Andra regeringen                |
| 1691                         | Saadet III Giray                |                                 |
| 1691-1692                    | Safa Giray                      |                                 |
| 1692-1699                    | Selim I Giray                   | Tredje regeringen               |
| 1699-1702                    | Devlet II Giray                 | Tredje regeringen               |
| 1702-1704                    | Selim I Giray                   | Fjärde regeringen               |
| 1704-1707                    | Ğazı III Giray                  |                                 |
| 1707-1708                    | Qaplan I Giray                  | Tredje regeringen               |
| 1709-1713                    | Devlet II Giray                 | Andra regeringen                |
| 1713-1715                    | Qaplan I Giray                  | Andra regeringen                |
| 1716-1717                    | Devlet III Giray                |                                 |
| 1717-1724                    | Saadet IV Giray                 |                                 |
| 1724-1730                    | Meñli II Giray                  | Första regeringen               |
| 1730-1736                    | Qaplan I Giray                  | Tredje regeringen               |
| 1736-1737                    | Fetih II Giray                  |                                 |
| 1737-1740                    | Meñli II Giray                  | Tredje regeringen               |
| 1740-1743                    | Selamet II Giray                |                                 |
| 1743-1748                    | Selim II Giray                  |                                 |
| 1748-1756                    | Arslan Giray                    | Första regeringen               |
| 1756-1758                    | Halim Giray                     |                                 |
| 1758-1764                    | Qırım Giray                     | Första regeringen               |
| 1765-1767                    | Selim III Giray                 | Första regeringen               |
| 1767                         | Arslan Giray                    | Andra regeringen                |
| 1767-1768                    | Maqsud Giray                    |                                 |
| 1768-1769                    | Qırım Giray                     | Andra regeringen                |
| 1769-1770                    | Devlet IV Giray                 | Första regeringen               |
| 1770                         | Qaplan II Giray                 |                                 |
| 1770-1771                    | Selim III Giray                 | Andra regeringen                |
| 1771-1775                    | Sahib II Giray                  | †                               |
| 1775-1777                    | Devlet IV Giray                 | Andra regeringen                |
| 1777-1782                    | Şahin Giray                     | Första regeringen               |
| 1782                         | Bahadır II Giray                |                                 |
| 1782-1783                    | Şahin Giray                     | Andra regeringen                |